# Distretto di Mafeteng
Mafeteng è uno dei 10 distretti che costituiscono il Lesotho.

## Circoscrizioni e Comunità
Il distretto consta di 9 circoscrizioni e 12 comunità:
- Circoscrizioni:
  - Kolo
  - Likhoele
  - Mafeteng
  - 'Maliepetsane
  - Matelile
  - Qalabane
  - Thabana-Morena
  - Thaba-Pechela
  - Thaba-Tšoeu
- Comunità:
  - Koti-se-phola
  - Makaota
  - Makholane
  - Malakeng
  - Malumeng
  - Mamatso
  - Manyake
  - Mathula
  - Metsi-Maholo
  - Qibing
  - Ramoetsane
  - Tajane